# كاردو

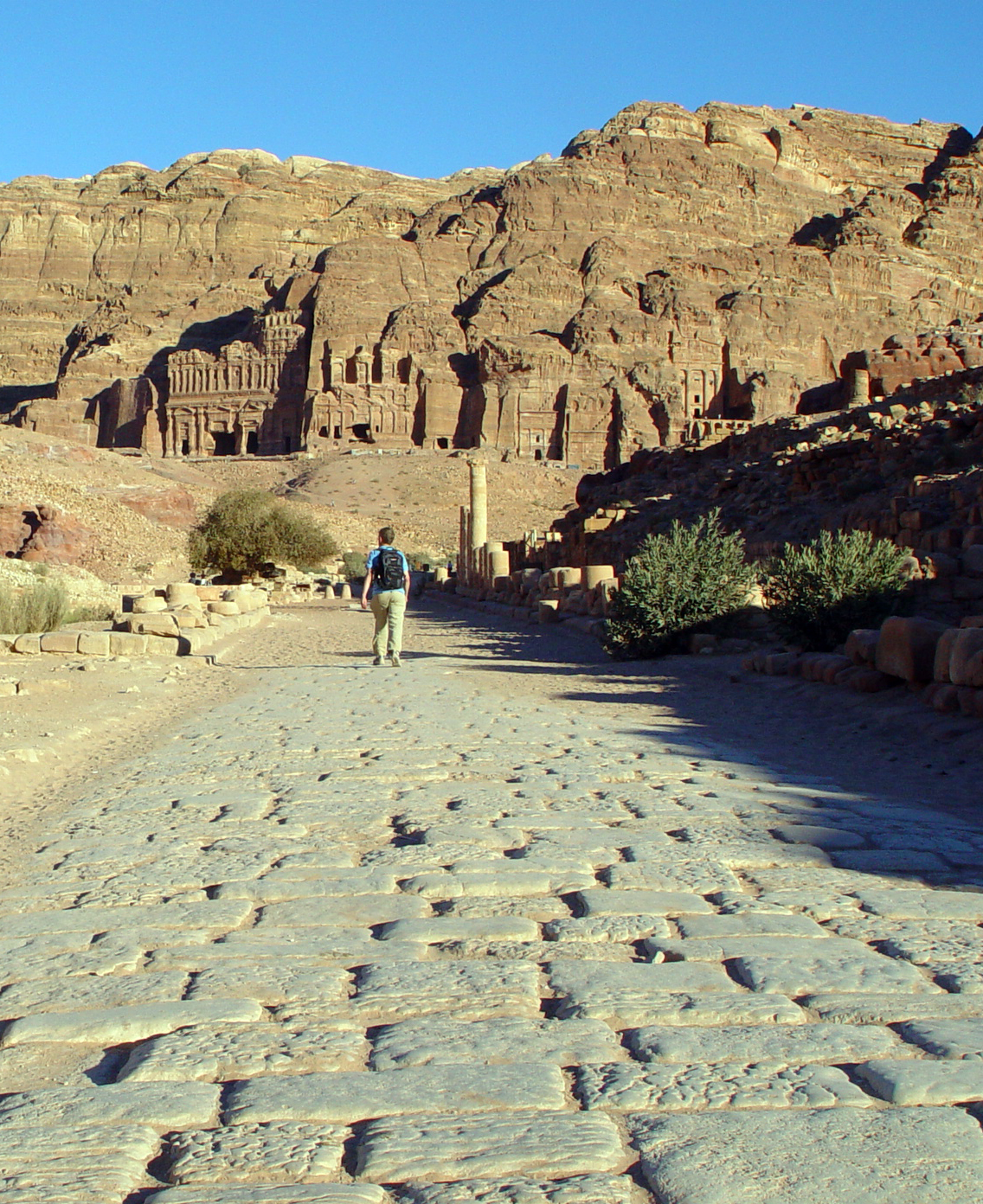
كاردو في آثار البتراء في الأردن.

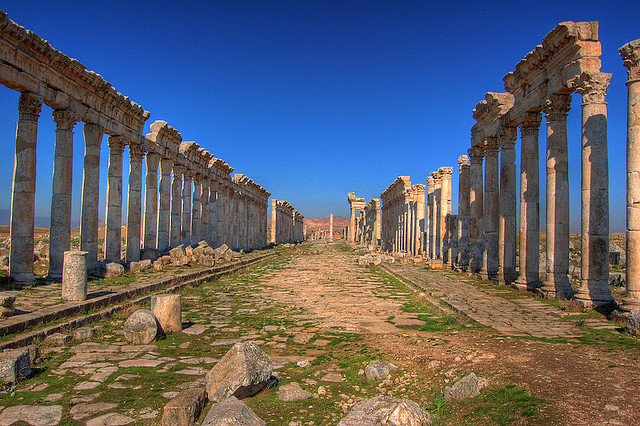
كاردو رئيسي في أفاميا في سوريا.

كاردو Cardo هو الاسم اللاتيني الذي كان يطلق على الشارع العابر من الشمال إلى الجنوب في مدن روما القديمة (أو الإمبراطورية الرومانية على العموم)، وفي المخيمات العسكرية، وذلك كجزء أساسي من تخطيط المدن.
عندما يكون الشارع رئيسياً ويتجه من الشمال إلى الجنوب يسمى كاردو رئيسي أو مركزي cardo maximus، وهو يمثل المحور الأساسي للمدينة
أما الشارع العابر من الشرق إلى الغرب فكان يسمى ديكومانوس Decumanus، وعندما يكون رئيسياً يسمى Decumanus Maximus

## اقرأ أيضاً
- الإمبراطورية الرومانية